# 다이노트럭스
《다이노트럭스》(Dinotrux)는 미국과 캐나다의 텔레비전 애니메이션이다.